# Baron Mikel Scicluna
Mikel Scicluna (Balzan, 29 de julio de 1929 - Pittsburgh, 20 de marzo de 2010) fue un luchador profesional maltés, más conocido por su nombre en el ring Baron Mikel Scicluna. Trabajó para la World Wide Wrestling Federation y la World Championship Wrestling en Australia.
Entre sus logros destacan haber conseguido el Campeonato Mundial en Parejas de la WWWF junto con King Curtis Laukea y el Campeonato en Parejas de los Estados Unidos de la WWWF junto con Smasher Sloan. Fue inducido al Salón de la Fama de la WWF (ahora WWE) en 1996.

## Carrera
Scicluna empezó su carrera profesional en 1950 peleando bajo el nombre de Mike Valentino. Scicluna trabajó principalmente en Canadá, hasta 1965, cuando ingresó a la World Wide Wrestling Federation bajo el nombre de Baron Mikel Scicluna.
Scicluna se hizo famoso por entrar al ring utilizando una capa azul marino sobre los hombros, indicando que era descendiente de la familia Real Maltesa. También era un maestro atacando a oponentes con objetos que conseguía fuera del ring, especialmente una bolsita con monedas. Tuvo éxito como luchador en parejas ganando junto con Smasher Sloan el Campeonato en Parejas de los Estados Unidos de la WWF el 22 de septiembre de 1966. Perdieron los títulos ante Spiros Arion y Antonio Pugliese y ganó el Campeonato Mundial en Parejas de la WWF con King Curtis Laukea en febrero de 1972 en Filadelfia.
Compitiendo individualmente, derrotó a Spiros Arion ganando el Campeonato Peso Pesado de la IWA el 15 de junio de 1968 y también retó a Bruno Sammartino y Pedro Morales por el Campeonato de la WWWF de vez en cuando. Una de sus mayores victorias fue ante Waldo Von Erich (que también era heel) en el Madison Square Garden, antes de los dos combates que tendría ante Bruno Sammartino por el título. En el primer encuentro, Scicluna ganó por descalificación y en el segundo Sammartino ganó por pinfall. Scicluna continúo perdiendo una serie de encuentros ante Spiros Arion. En junio de 1976, Scicluna se enfrentó a Gorilla Monsoon. Scicluna, después de recibir un Manchurian Chop por parte de Monsoon, salió expulsado por sobre la tercera cuerda. Scicluna no volvió al ring y perdió por cuenta afuera. En ese momento ingresó Muhammad Ali a insultar a Monsoon, el cual respondió golpeándolo. Este ángulo era para promocionar una pelea de boxeo que habría entre Antonio Inoki y Ali en el mismo mes.
Scicluna se retiró en 1984. Fue inducido al Salón de la Fama de la WWF en 1996. El Gran Mikel falleció a la edad de 80 años el 21 de marzo de 2010 en Pittsburgh, Pensilvania.

## Campeonatos y logros
- NWA San Francisco
  - NWA World Tag Team Championship (San Francisco version) (1 vez) — con Gene Dubuque
- World Championship Wrestling (Australia)
  - IWA World Heavyweight Championship (1 vez)
  - IWA World Tag Team Championship (1 vez) — con Ciclón Negro
- World Wide Wrestling Federation / World Wrestling Federation
  - WWWF United States Tag Team Championship (1 vez) — con Smasher Sloan
  - WWWF World Tag Team championship (1 vez) — con King Kurtis laukea
  - WWF Hall of Fame (1996)